# Репринцев Володимир Федорович
Володимир Федорович Репринцев (нар. 4 липня 1950, Андрушівка) — український історик, дослідник всесвітньої історії та українсько-польських відносин в ХХ століття. Входить до складу наукової ради Українського історичного журналу.

## Біографія
Народився 4 липня 1950 року в місті Андрушівці Житомирської області. У 1968—1973 роках навчався на історичному факультеті Дніпропетровського державного університету. У 1973–1976 роках — аспірант Московського державного університету. З 1977 року — в Інституті історії АН УРСР: лаборант, молодший науковий співробітник, учений секретар, докторант відділу регіональних проблем історії України. У 1985 році, під керівництвом члена-кореспондента АН УРСР П. С. Соханя, захистив кандидатську дисертацію на тему: «Співробітництво СРСР і ПНР в галузі художньої культури (друга половина 50-х — 60-і роки)». З 1996 року — помічник віце-прем'єр-міністра України з питань гуманітарної політики, завідувач відділу аналізу та прогнозування розвитку освіти, науки і охорони здоров'я Головного управління з питань внутрішньої політики Адміністрації Президента України. З 2000 року — керівник Управління державних нагород та геральдики, відповідальний секретар Комісії державних нагород та геральдики при Президентові України.
Державний службовець 2-го рангу (з вересня 2004 року), 1-го рангу (з лютого 2007 року).

## Основні праці
- Україна від найдавніших часів до сьогодення. Хронологічний довідн. — Київ, 1995, 2005 (у співавторстві);
- Россия — Украина: история взаимоотношений. — Москва, 1997 (у співавторстві);
- Українська державність у ХХ столітті: Історико-політологічний аналіз. — Київ, 1996 (у співавторстві, українською, російською і англійською мовами);
- Україна в польських зовнішньополітичних концепціях і доктринах XX століття. // Політична думка. — 1995. — № 2-3;
- Міф Різуна // Газета виборча. — 1995. — 9 жовтня. (польською мовою);
- Репресії проти поляків в Україні у 30-і роки // З архів ВУЧК-ГПУ-НКВД-КГБ. — 1995. — № 1/2 (у співавторстві);
- История Украинской ССР. Хронологический справочник. — Київ, 1990 (у співавторстві);
- Участь Української РСР у радянсько-польському співробітництві в галузі культури. 1945–1970 рр. // УІЖ. — 1983. — № 8.

## Відзнаки
У грудні 2004 року нагороджений Почесною грамотою Кабінету Міністрів України. Заслужений діяч науки і техніки України (з 2004 року).